# Rio Cigüela
O Rio Cigüela ou Rio Gigüela é um Rio espanhol que nasce nos Altos de Cabreras na provincia de Cuenca. Percorre 225km até desaguar no Rio Guadiana nas Tablas de Daimiel. Os seus afluentes incluem o Rio Jualón, o Rio Torrejón, o Rio Valdejudíoso o Rio Riánsares, o Rio Amarguillo e o Rio Záncara.